# 2014 FIFAワールドカップ・決勝

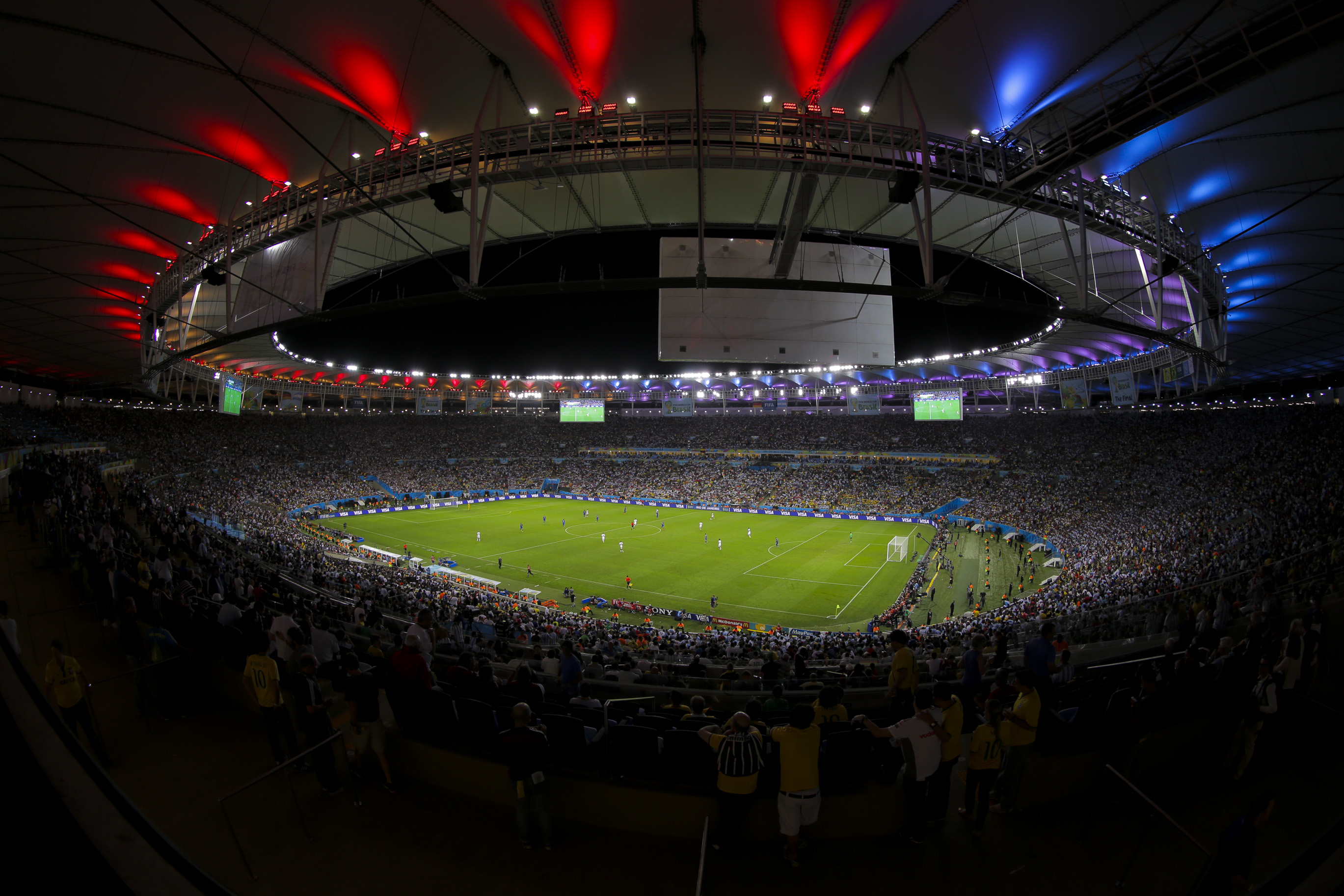
決勝戦のエスタジオ・ド・マラカナン

2014 FIFAワールドカップ・決勝は、2014年7月13日（現地時間）にブラジル・リオデジャネイロ市のエスタジオ・ド・マラカナンで行われた第20回目のFIFAワールドカップ（W杯）の決勝戦である。

## 背景

### ファイナリスト
決勝に駒を進めたのはドイツとアルゼンチンの2チーム。ドイツは2002年日韓大会以来3大会ぶり8度目の決勝進出で、通算4度目、東西統一後としては初となる優勝を目指す。アルゼンチンは1990年イタリア大会以来6大会ぶり5度目の決勝進出で、3度目の優勝を狙う。
これまで、南北アメリカ大陸で開催されたW杯でヨーロッパ各国の代表が優勝したことはなく、ドイツはこれのジンクスに挑むこととなった。

### 7度目の対決
ドイツとアルゼンチンのW杯での対決はこれまで6度ある。対戦成績はドイツの3勝2分け1敗である。
| 1958年スウェーデン大会 グループ1 1958年6月8日 | 西ドイツ                          | 3 - 1    | アルゼンチン | マルメ・スタディオン（マルメ） |  |
| 19:00                                         | ラーン 32分, 79分 · ゼーラー 42分 | レポート | コルバタ 3分 | 観客数: 31,156人 主審: Leafe   |  |

| 1966年イングランド大会 グループ2 1966年7月16日 | アルゼンチン | 0 - 0    | 西ドイツ | ヴィラ・パーク（バーミンガム）            |  |
| 15:00                                          |              | レポート |          | 観客数: 51,000人 主審: Konstantin Zečević |  |

| 1986年メキシコ大会決勝 1986年6月29日 | アルゼンチン                                      | 3 - 2    | 西ドイツ                        | エスタディオ・アステカ（メキシコシティ）             |  |
| 12:00                                | ブラウン 23分 · バルダーノ 55分 · ブルチャガ 83分 | レポート | ルンメニゲ 74分 · フェラー 80分 | 観客数: 114,600人 主審: ロムアウド・アルピ・フィリョ |  |

| 1990年イタリア大会決勝 1990年7月8日 | 西ドイツ           | 1 - 0    | アルゼンチン | スタディオ・オリンピコ（ローマ）            |  |
| 20:00                               | ブレーメ 85分 (PK) | レポート |              | 観客数: 73,603人 主審: エドガルド・コデサル |  |

| 2006年ドイツ大会 準々決勝 2006年6月30日 | ドイツ        | 1 - 1 (延長) (4 - 2 PK戦)               | アルゼンチン  | オリンピアシュタディオン（ベルリン）    |  |
| 17:00                                   | クローゼ 80分 | レポート                                | アジャラ 49分 | 観客数: 72,000人 主審: ルボス・ミシェル |  |
|                                         |               | PK戦                                    |               |                                         |  |
| ノイビル バラック ポドルスキ ボロウスキ |               | クルス アジャラ ロドリゲス カンビアッソ |               |                                         |  |

| 2010年南アフリカ大会 準々決勝 2010年7月3日 | アルゼンチン | 0 - 4    | ドイツ                                                 | ケープタウン・スタジアム（ケープタウン）      |  |
| 16:00                                      |              | レポート | ミュラー 3分 · クローゼ 68分, 89分 · フリードリヒ 74分 | 観客数: 64,100人 主審: ラフシャン・イルマトフ |  |

両チームが決勝で対戦するのは1986年メキシコ大会、1990年イタリア大会と2大会連続で対戦して以来3度目 で、決勝での対戦成績は1勝1敗。どちらのチームが勝っても、この直接対決時以来の優勝となる。アルゼンチンは1986年メキシコ大会決勝での勝利以外にドイツに勝ったことがない。

## 決勝までの道のり

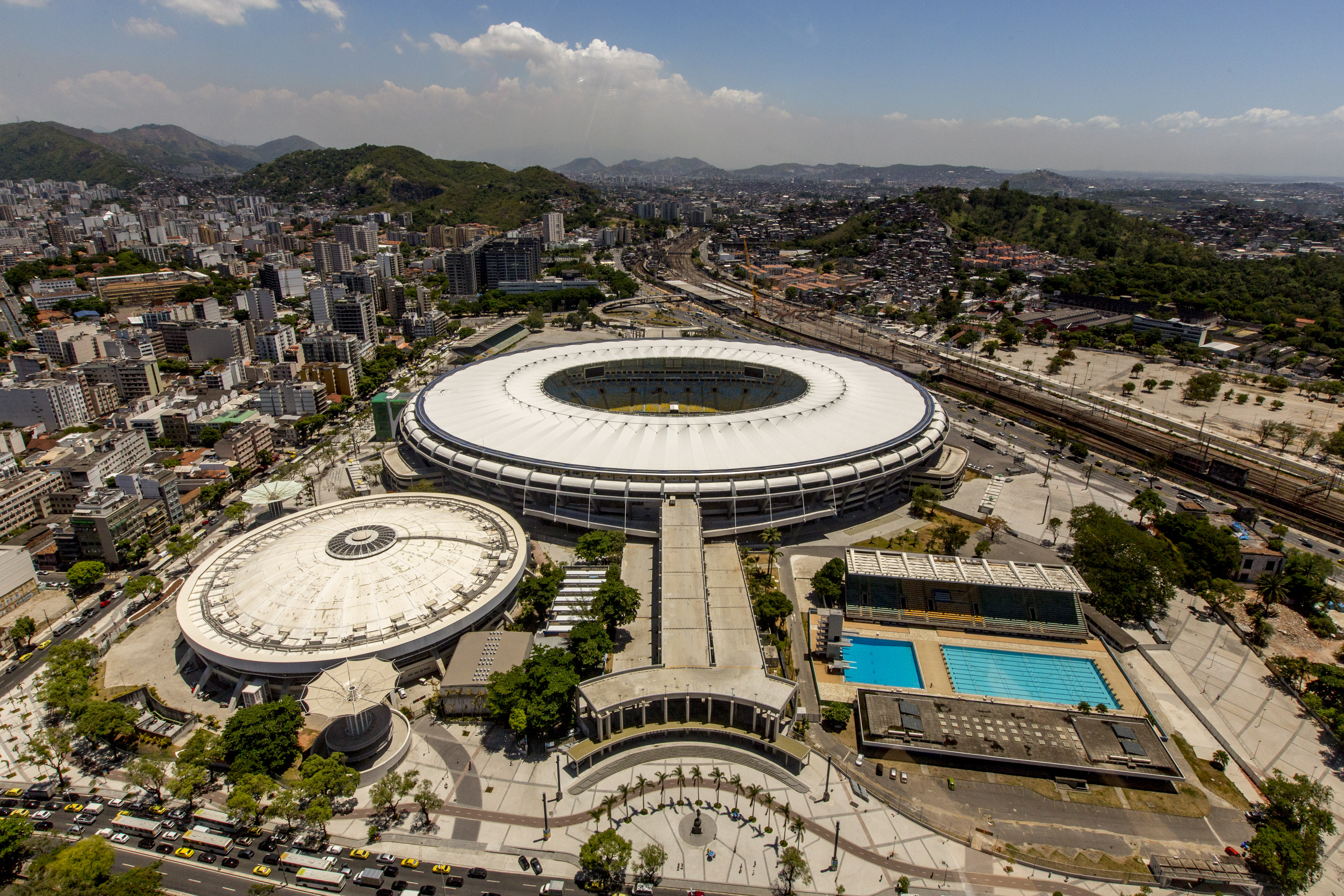
決勝の舞台となるエスタジオ・ド・マラカナン

ドイツはヨーロッパ予選のグループCで、W杯11回出場のスウェーデンと同組になりながらも無敗（9勝1引き分け）で本大会出場を決め、アルゼンチンは9チーム総当たりの南米予選でホーム無敗（9勝2敗5引き分け）で予選1位となり本大会出場を決めた。
本大会ではドイツはグループGに入り、初戦のポルトガル戦では前大会得点王のFWトーマス・ミュラーのハットトリックで快勝、2戦目のガーナ戦では一旦勝ち越しを許すものの途中出場のFWミロスラフ・クローゼがロナウド（ブラジル）のW杯記録に並ぶ通算15得点目を挙げて追いつき引き分けに持ち込んだ。3戦目のアメリカでも押し気味に試合を進めて1-0で勝利、3試合を終えて2勝1引き分けで決勝トーナメント進出を決めた。決勝トーナメント1回戦のアルジェリア戦では前半押し込まれながらも後半盛り返し、延長戦に持ち込んでFWアンドレ・シュールレとMFメスト・エジルのゴールで下し、準々決勝ではフランスと対戦し緊迫した試合展開となったが、DFマッツ・フンメルスが序盤に挙げた1点を守り切って勝利した。準決勝ではFWネイマールを準々決勝の怪我で、DFチアゴ・シウバを累積警告による出場停止で欠く開催国ブラジルを相手に7-1と歴史的勝利をマーク。決勝進出を果たした。
対するアルゼンチンはグループFに入り、初戦のボスニア・ヘルツェゴビナ戦に2-1で勝利し、2戦目のイラン戦では、イランの堅守に苦しめられるも後半アディショナルタイムのFWリオネル・メッシの得点で辛くも勝利、1戦を残して決勝トーナメント進出を決めた。グループリーグ最終戦のナイジェリア戦では打ち合いとなるも3-2で勝利し、3戦全勝でのグループ1位通過を決めた。決勝トーナメント1回戦ではスイスに対して最後まで決めきれず延長戦へ。しかし延長後半、アルゼンチンはFWアンヘル・ディ・マリアがゴールを挙げ勝利し、準々決勝へと駒を進めた。準々決勝ではベルギーと対戦し、前半開始早々のFWゴンサロ・イグアインのゴールを守り切り1-0で勝利を収め24年ぶりとなる準決勝進出を決めた。準決勝では直前に亡くなったアルフレッド・ディ・ステファノを悼んで喪章をつけて臨んだ。試合は2大会連続の決勝進出を目論んだオランダを相手に、延長戦を終えてスコアレスドローにもつれ込んだ。PK戦ではGKセルヒオ・ロメロが2本のPKを止める活躍を見せ、アルゼンチンの決勝進出に大いに貢献した。
準決勝までの6試合で17得点、得点者が8人を数えるドイツに対して決勝トーナメント3試合を無失点で勝ち上がったアルゼンチンとの組み合わせは、読売新聞が「攻撃のドイツ」対「堅守のアルゼンチン」という構図を立てた 一方でロイターはドイツがアルゼンチンのような堅守のチームと対戦していない点に注目し、「1点を争う展開になる」と予想。また、準決勝で前半に5点を挙げ楽な試合運びを行ったドイツに対し、延長戦を含めた120分を戦ったアルゼンチンの方が決勝までの間隔が1日短いこともあって、ドイツ有利との事前の見方も少なくなかった。
| チーム         | 試 | 勝 | 分 | 負 | 得 | 失 | 差 | 点 |
| -------------- | -- | -- | -- | -- | -- | -- | -- | -- |
| ドイツ         | 3  | 2  | 1  | 0  | 7  | 2  | +5 | 7  |
| アメリカ合衆国 | 3  | 1  | 1  | 1  | 4  | 4  | 0  | 4  |
| ポルトガル     | 3  | 1  | 1  | 1  | 4  | 7  | −3 | 4  |
| ガーナ         | 3  | 0  | 1  | 2  | 4  | 6  | −2 | 1  |

| チーム                   | 試 | 勝 | 分 | 負 | 得 | 失 | 差 | 点 |
| ------------------------ | -- | -- | -- | -- | -- | -- | -- | -- |
| アルゼンチン             | 3  | 3  | 0  | 0  | 6  | 3  | +3 | 9  |
| ナイジェリア             | 3  | 1  | 1  | 1  | 3  | 3  | 0  | 4  |
| ボスニア・ヘルツェゴビナ | 3  | 1  | 0  | 2  | 4  | 4  | 0  | 3  |
| イラン                   | 3  | 0  | 1  | 2  | 1  | 4  | –3 | 1  |

## 試合詳細

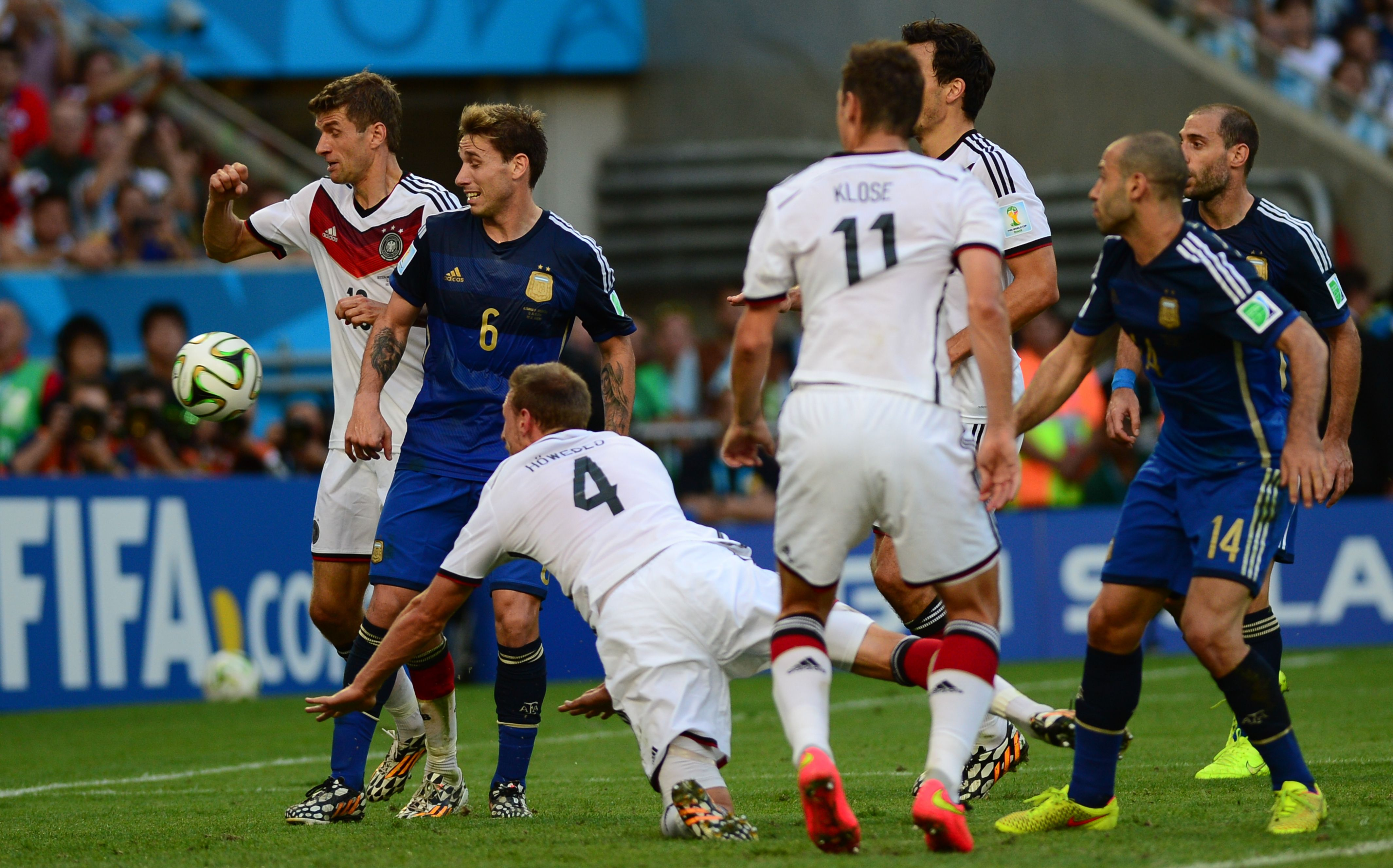
前半終了間際、ヘーヴェデスのシュートはポストを叩く。

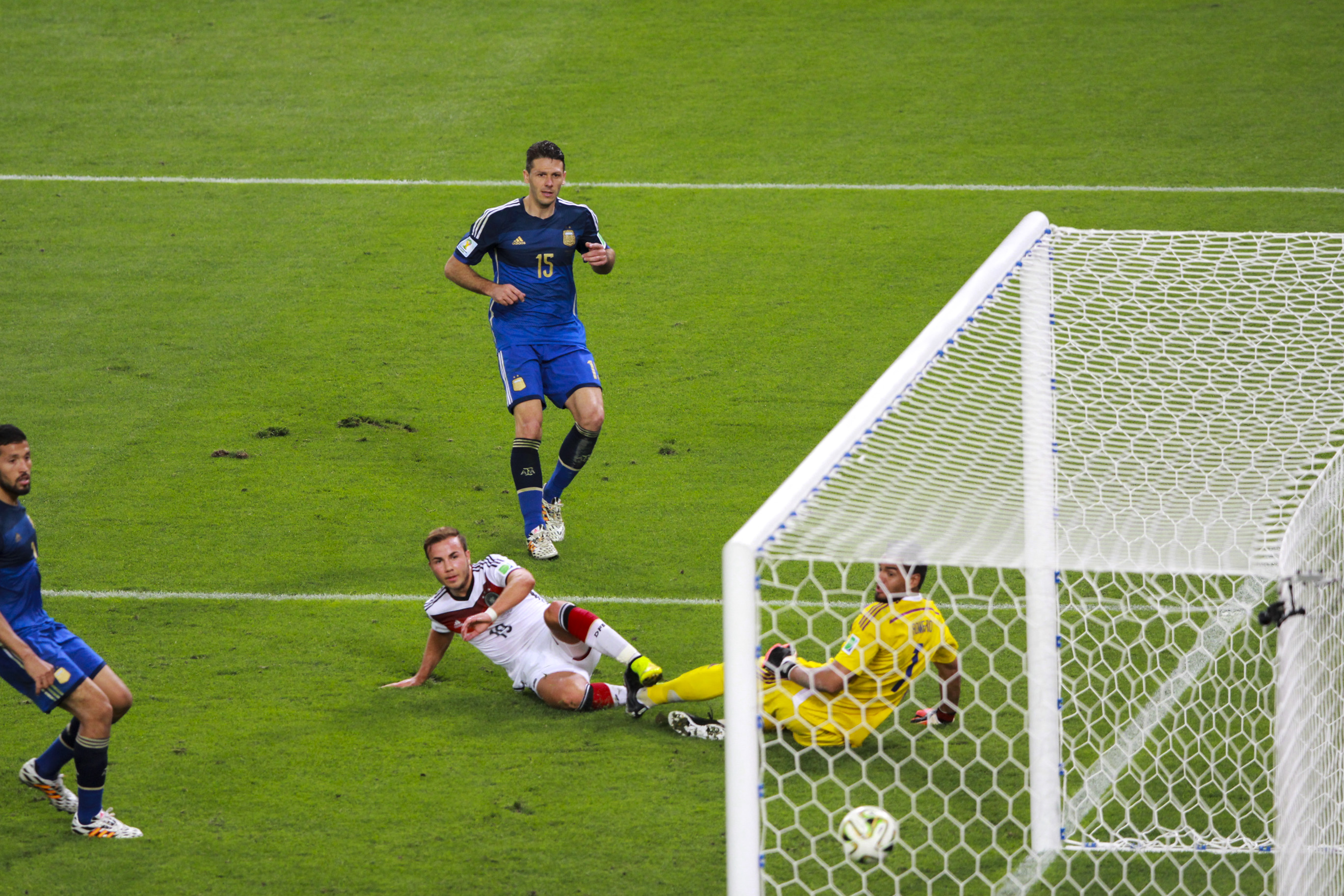
113分、ゲッツェの決勝ゴール。

スターティングメンバー発表時点では両チームとも準決勝と同じ顔ぶれとなっていた が、ドイツのMFサミ・ケディラが試合前の練習でふくらはぎを痛め、急遽MFクリストフ・クラマーが出場することに。なお、クラマーは今大会は決勝トーナメント2試合に途中出場したのみだったため、これがW杯初先発となった。
試合は事前の予想通りドイツがボールを多く支配する展開となった が、守備を固めるアルゼンチンの前になかなか決定的なチャンスを作ることが出来ず、逆にアルゼンチンもカウンターを仕掛けるもGKマヌエル・ノイアーを中心としたドイツの守備陣に阻まれるという展開が続く。21分には、ドイツのMFトニ・クロースがノイアーへ頭で戻したバックパスをアルゼンチンのFWゴンサロ・イグアインが奪い、キーパーと1対1の局面を作り出すが、イグアインのシュートはゴール左に外れる。さらに30分にはアルゼンチンのFWリオネル・メッシが右サイドでフリーのFWエセキエル・ラベッシにパスし、ラベッシが上げたクロスにイグアインが飛び込みゴールネットを揺らすが、オフサイドの判定となった。対するドイツはクラマーが試合中の接触で頭を負傷し、31分にFWアンドレ・シュールレとの交替を余儀なくされた というアクシデントもあったが、前半終了間際にビッグチャンスが訪れた。クロースの右コーナーキックにDFベネディクト・ヘーヴェデスがヘディングで合わせる。しかし、シュートはポストに弾かれゴールとはならず、前半は両チーム無得点で終了した。
後半に入り、メッシを中心に攻撃を仕掛けるアルゼンチンが徐々に攻勢を強めるがラストパスが噛み合わずゴールにはつながらなかった。一方のドイツも終盤に盛り返すも決定機には至らず、スコアレスのまま試合は延長戦へ。
延長では両チーム共に幾度か決定機を作り出すも、両チームのGKの好守もあり得点には至らず。しかし迎えた延長後半8分、左サイドをドリブルで駆け上がった途中出場のドイツのFWアンドレ・シュールレのクロスを、同じく途中出場のMFマリオ・ゲッツェが胸でコントロールしそのままボレーシュート。これが決まり、ドイツが待望の先制点を挙げた。終了間際にはアルゼンチンがゴール前でFKのチャンスを得るも、メッシのキックはゴールを大きく外れた。その直後、試合終了のホイッスルが鳴り響いた。ドイツが24年ぶり（6大会ぶり）、東西統一後初の優勝を飾った。
ドイツは、欧州勢としては初めて、アメリカ大陸で行われた大会で優勝することになった。また2006年大会から欧州勢が3連覇となった。

### データ
時間はブラジル時間（UTC-3）
| 2014年7月13日 16:00 (UTC-3) |

| ドイツ         | 1 - 0 (延長) | アルゼンチン |
| ゲッツェ 113分 | レポート     |              |

| エスタジオ・ド・マラカナン (リオデジャネイロ) 観客数: 74,738人 主審: ニコラ・リッツォーリ (イタリア) |

| ドイツ | アルゼンチン |

| ドイツ           |    |                                        |      |       |
|                  |    |                                        |      |       |
| GK               | 1  | マヌエル・ノイアー                     |      |       |
| RB               | 16 | フィリップ・ラーム                     |      |       |
| CB               | 20 | ジェローム・ボアテング                 |      |       |
| CB               | 5  | マッツ・フンメルス                     |      |       |
| LB               | 4  | ベネディクト・ヘーヴェデス             | 34分 |       |
| CM               | 23 | クリストフ・クラマー                   |      | 31分  |
| CM               | 7  | バスティアン・シュヴァインシュタイガー | 29分 |       |
| RW               | 13 | トーマス・ミュラー                     |      |       |
| AM               | 18 | トニ・クロース                         |      |       |
| LW               | 8  | メスト・エジル                         |      | 120分 |
| CF               | 11 | ミロスラフ・クローゼ                   |      | 88分  |
| 控え選手:        |    |                                        |      |       |
| GK               | 12 | ロン＝ロベルト・ツィーラー             |      |       |
| GK               | 22 | ローマン・ヴァイデンフェラー           |      |       |
| DF               | 2  | ケヴィン・グロスクロイツ               |      |       |
| DF               | 3  | マティアス・ギンター                   |      |       |
| DF               | 15 | エリック・ドゥルム                     |      |       |
| DF               | 17 | ペア・メルテザッカー                   |      | 120分 |
| DF               | 21 | シュコドラン・ムスタフィ               |      |       |
| MF               | 6  | サミ・ケディラ                         |      |       |
| MF               | 14 | ユリアン・ドラクスラー                 |      |       |
| MF               | 19 | マリオ・ゲッツェ                       |      | 88分  |
| FW               | 9  | アンドレ・シュールレ                   |      | 31分  |
| FW               | 10 | ルーカス・ポドルスキ                   |      |       |
| 監督:            |    |                                        |      |       |
| ヨアヒム・レーヴ |    |                                        |      |       |

| アルゼンチン           |    |                            |      |      |
|                        |    |                            |      |      |
| GK                     | 1  | セルヒオ・ロメロ           |      |      |
| RB                     | 4  | パブロ・サバレタ           |      |      |
| CB                     | 15 | マルティン・デミチェリス   |      |      |
| CB                     | 2  | エセキエル・ガライ         |      |      |
| LB                     | 16 | マルコス・ロホ             |      |      |
| CM                     | 6  | ルーカス・ビリア           |      |      |
| DM                     | 14 | ハビエル・マスチェラーノ   | 64分 |      |
| CM                     | 8  | エンソ・ペレス             |      | 86分 |
| AM                     | 10 | リオネル・メッシ           |      |      |
| CF                     | 22 | エセキエル・ラベッシ       |      | 46分 |
| CF                     | 9  | ゴンサロ・イグアイン       |      | 78分 |
| 控え選手:              |    |                            |      |      |
| GK                     | 12 | アグスティン・オリオン     |      |      |
| GK                     | 21 | マリアーノ・アンドゥハル   |      |      |
| DF                     | 3  | ウーゴ・カンパニャーロ     |      |      |
| DF                     | 17 | フェデリコ・フェルナンデス |      |      |
| DF                     | 23 | ホセ・マリア・バサンタ     |      |      |
| MF                     | 5  | フェルナンド・ガゴ         |      | 86分 |
| MF                     | 7  | アンヘル・ディ・マリア     |      |      |
| MF                     | 11 | マキシ・ロドリゲス         |      |      |
| MF                     | 13 | アウグスト・フェルナンデス |      |      |
| MF                     | 19 | リカルド・アルバレス       |      |      |
| FW                     | 18 | ロドリゴ・パラシオ         |      | 78分 |
| FW                     | 20 | セルヒオ・アグエロ         | 65分 | 46分 |
| 監督:                  |    |                            |      |      |
| アレハンドロ・サベーラ |    |                            |      |      |

| マン・オブ・ザ・マッチ マリオ・ゲッツェ 副審 レナート・ファヴェラーニ アンドレア・ステファーニ 第4の審判 カルロス・ベラ 第5の審判 クリスティアン・レスカーノ |

| 2014 FIFAワールドカップ優勝国 |
| ----------------------------- |
| · ドイツ · 6大会ぶり4回目     |

## 来賓
この決勝戦には開催国ブラジルのジルマ・ルセフ大統領をはじめ、ドイツのヨアヒム・ガウク大統領、アンゲラ・メルケル首相、次回開催国ロシアのウラジーミル・プーチン大統領がそれぞれ観戦した。ルセフ大統領はドイツへのW杯トロフィーのプレゼンターを務めたが、場内からはW杯開催準備に巨額の公費をつぎ込んだルセフ大統領を批判するブーイングが鳴り響いた。一方、アルゼンチンのクリスティーナ・フェルナンデス・キルチネル大統領は体調不良によりブラジル訪問を断念した。
試合前には閉会式が行われ、シャキーラ、カルリーニョス・ブラウン、カルロス・サンタナ、ワイクリフ・ジョン、イヴェッチ・サンガロ、アレクサンドル・ピレスがパフォーマンスを披露した。さらにブラジル出身のスーパーモデルであるジゼル・ブンチェンと前大会優勝のスペインの元主将であるカルレス・プジョルが優勝トロフィーを持って登場した。

## テレビ中継
日本ではNHKが放送を担当し、総合テレビで日本時間3:50-7:00に中継を実施。閉会式後半の7:00-7:20はEテレで放送を継続した。月曜日未明の試合にもかかわらず、関東地区で10.4%（前半）、18.8%（後半）、26.7%（延長） の高視聴率を獲得している。この視聴率は日本が初出場した1998年フランス大会以降のW杯決勝戦の中では、ゴールデンタイムに放送された2002年日韓大会に次ぐ視聴率であるという。解説は岡田武史と福西崇史の2人。実況は内山俊哉アナ。
アメリカでは、ABCとESPNが中継を担当。平均視聴率は9.7%で、これはABCとESPNが担当したW杯中継としては過去3番目に高い視聴率確定値であるという。一方、スペイン語テレビネットワークであるユニビジョンのスポーツチャンネル「ユニビジョン・デポルテス」では920万人もの人が視聴したという。

### 注記
1. 1 2  本記事に於いては、慣例に倣い、ドイツの過去の成績に於いては、西ドイツ時代の成績からの通算で記すとともに、西ドイツ時代も含めて単に「ドイツ」と記すこととする。
2. ↑  これらとは別に、東ドイツとアルゼンチンとの対戦が1度あり（1974年西ドイツ大会2次リーググループA）、1-1で引き分けている（レポート）。
3. ↑  2敗は第2節ベネズエラ戦と、最終節のウルグアイ戦。
4. ↑  FIFAワールドカップ準決勝での7得点・6点差勝利は史上最多[10]、ブラジルの7失点もW杯における同国代表の最多失点記録[11]。